# Гар (уезд)
Гар (тиб. སྒར་རྫོང, Вайли: sgar rdzong, кит. упр. 噶尔县, пиньинь Gá'ěr xiàn) — уезд в округе Нгари, Тибетский автономный район, КНР. На его территории в посёлке Сэнггэцампо располагается правительство округа Нгари.

## История
Уезд Гар был образован в 1960 году.

## Административное деление
Уезд разделён на 1 посёлок и 4 волости:
- Посёлок Сэнггэ Цангпо (Сэнггэ Кхабаб, Шицюаньхэ) 狮泉河镇 (seng ge gtsang po / seng ge kha 'bab)
- Волость Цзоцзо 左左乡
- Волость Гуньса 昆莎乡
- Волость Мёньцхэр 门士乡 (mon mtsher)
- Волость Тращийганг 扎西岗乡 (bkra shis sgang)